# Viridiana
Viridiana é um filme de 1961 dirigido por Luis Buñuel e produzido na Espanha por Gustavo Alatriste. Dividiu a Palma de Ouro do Festival de Cannes de 1961 com Une Aussi Longue Absence.
Foi considerado pelo The New York Times como um dos 1000 melhores filmes do mundo.

## Sinopse
A protagonista do filme é uma jovem noviça chamada Viridiana. A madre superior de Viridiana lhe diz que ela deve visitar seu tio Don Jaime, o único parente vivo que tem, antes de fazer seus votos. Depois de certo tempo na casa de Jaime, ele tenta seduzir Viridiana, acreditando que ela lembra a sua esposa morta. Quando fica sabendo disso, Viridiana tenta fugir da casa dele imediatamente, mas é drogada com a ajuda de Ramona, a empregada da casa. Jaime a leva a seu quarto e pensa na possibilidade de cometer estupro, mas decide não fazê-lo.
Na manhã seguinte, ele diz a ela que ela não é mais virgem, e que assim sendo, ela não pode retornar ao convento. Dessa forma, Jaime pensa que irá conseguir realizar seu desejo de fazer Viridiana ficar em sua casa, mas ela começa a fazer as malas. Ele tenta melhorar sua situação dizendo o que realmente ocorreu, mas isso faz com que Viridiana fique com mais raiva ainda. Ele pede perdão, mas ela o ignora e sai da casa. Em seu caminho de volta ao convento, Viridiana é parada pelas autoridades, que lhe informam que algo horrível ocorreu: seu tio se suicidou.
Viridiana reúne todos os pobres da vila, retorna ao imóvel de seu tio, e os coloca num prédio que não é conectado à casa principal. Ao invés de voltar para o convento, ela decide dedicar sua vida na educação e alimentação do grupo de pobres que colocou na casa de seu tio. Enquanto isso, o filho de Don Jaime, Jorge, se muda para a casa de seu falecido pai com sua namorada Lucia. Ele, assim como seu pai, nutre uma paixão não correspondida por Viridiana.
Quando os moradores da casa vão visitar um advogado na cidade, os pobres entram na casa, inicialmente apenas para dar uma olhada. Mas, envolvidos com tanto luxo e fartura, começam a ficar bêbados e iniciam uma violenta orgia. Uma das cenas mais lembradas mostra o grupo numa pose similar à da Última Ceia de Leonardo da Vinci.
Os moradores voltam antes do esperado e encontram a bagunça feita na casa pelo grupo. Os que ainda dão conta de andar, fogem. No andar de cima, Viridiana é dominada por dois membros do grupo. Jorge tenta defendê-la, mas é surpreendido e amarrado. Viridiana seria estuprada se não fosse por Jorge, que subornou um dos mendigos a matar aquele que a estupraria.
No final do filme, Viridiana se transforma em uma mulher mudada por completo. Com seu cabelo solto, ela bate na porta de Jorge, mas encontra Ramona do outro lado e Jorge em seu quarto. Com "Shake Your Cares Away" tocando ao fundo, Jorge diz à Viridiana que os dois estavam apenas jogando baralho e pede a ela que se junte aos dois. O final é interpretado como um convite ao ménage à trois.

## Elenco
- Silvia Pinal .... Viridiana
- Francisco Rabal .... Jorge
- Fernando Rey .... Don Jaime
- Margarita Lozano .... Ramona
- Victoria Zinny .... Lucia
- Teresa Rabal .... Rita
- José Calvo .... mendigo
- José Manuel Martín .... Beggar

## Controvérsia e banimento
Viridiana, que leva o nome de uma santa católica do século XIII, foi condenado pelo papa João XXIII por blasfêmia e indecência. O governo do ditador Francisco Franco baniu o filme na Espanha, acusando-o de ser anticlerical. Também tentou, em vão, fazer com que tivesse sua exibição cancelada no Festival de Cannes. Só foi exibido na Espanha em 1977, dois anos após a morte de Franco.